# Khổng Đức Thành
Khổng Đức Thành (tiếng Trung: 孔德成; bính âm: Kǒng Déchéng; Wade–Giles: K'ung Te-ch'eng) (23 tháng hai 1920 – 28 tháng mười 2008) là hậu duệ thế hệ thứ 77 của Khổng Tử. Ông là người cuối cùng được phong làm Diễn Thánh công 衍圣公 (tước hiệu tập phong cho hậu duệ đích phái của Khổng tử) đời thứ 32, tước hiệu này sau đổi thành “Đại Thành Chí Thánh Tiên Sư Phụng tự quan” 大成至圣先师奉祀官 (quan chủ việc tế tự Khổng tử, gọi tắt là “Phụng tự quan” 奉祀官). Ông đã giúp xây dựng và chịu trách nhiệm điều hành buổi lễ Khổng Tử hiện đại được tổ chức hàng năm tại Đài Loan. Ngoài tước hiệu Phụng tự quan, ông còn giữ nhiều chức vụ trong chính phủ Đài Loan, bao gồm cả thành viên của Quốc hội từ năm 1946 đến 1991, Chủ tịch của Khảo thí viện Trung Hoa Dân Quốc từ 1984 đến 1993, và cố vấn cao cấp cho Tổng thống Đài Loan từ 1948 đến 2000. Ông giữ chức giáo sư tại Đại học Quốc gia Đài Loan, Đại học Công giáo Phụ Nhân, và Đại học Đông Ngô.